# 2,4-ルチジン
2,4-ルチジン（英語: 2,4-lutidine）は、化学式が  (CH3)2C5H3N で表される複素環式化合物である。ピリジンのジメチル誘導体の1つ。無色の液体で塩基性は弱く刺激臭がある。この化合物の用途はあまり無い。
工業的にはコールタールから抽出される。

## 生物分解
ピリジン類の生分解は複数の経路で進行する。ピリジンはある種の微生物にとって炭素、窒素、エネルギーの優れた供給源であるが、メチル化はピリジン環の分解を著しく遅らせる。

## 安全性
LD50は200 mg/kg (経口, ラット)である。